# Campeonato da Europa de Atletismo de 2014 - Salto triplo masculino
A prova do salto triplo masculino do Campeonato da Europa de Atletismo de 2014 foi disputada entre os dias 12 e 14 de agosto de 2014 no Estádio Letzigrund em Zurique, na Suíça. 

## Recordes
Antes desta competição, os recordes mundiais e do campeonato nesta prova eram os seguintes:
|                       | Nome             | Nacionalidade | Distância | Local      | Data                 |
| --------------------- | ---------------- | ------------- | --------- | ---------- | -------------------- |
| Recorde mundial       | Jonathan Edwards | Reino Unido   | 18m 29cm  | Gotemburgo | 7 de agosto de 1995  |
| Recorde do campeonato | Jonathan Edwards | Reino Unido   | 17m 99cm  | Budapeste  | 23 de agosto de 1998 |
| Recorde europeu       | Jonathan Edwards | Reino Unido   | 18m 29cm  | Gotemburgo | 7 de agosto de 1995  |

## Medalhistas
| Ouro                    | Prata               | Bronze                 |
| Benjamin Compaoré (FRA) | Lyukman Adams (RUS) | Aleksey Fyodorov (RUS) |

## Cronograma
Todos os horários são locais (UTC+2).
| Data         | Hora  | Evento       |
| ------------ | ----- | ------------ |
| 12 de agosto | 13:12 | Qualificação |
| 14 de agosto | 20:10 | Final        |

## Resultados

### Qualificação
Qualificação: Desempenho de 16.65 m (Q) ou os 12 melhores qualificados (q).
| Posição | Grupo | Atleta             | Nacionalidade | #1    | #2    | #3    | Resultados | Notas           |
| ------- | ----- | ------------------ | ------------- | ----- | ----- | ----- | ---------- | --------------- |
| 1       | B     | Lyukman Adams      | Rússia        | 16.27 | 16.52 | 16.97 | 16.97      | Q               |
| 2       | B     | Benjamin Compaoré  | França        | 16.20 | x     | 16.83 | 16.83      | Q               |
| 3       | B     | Nelson Évora       | Portugal      | 16.64 | 16.82 |       | 16.82      | Q               |
| 4       | A     | Yoann Rapinier     | França        | 16.36 | 16.23 | 16.80 | 16.80      | Q               |
| 5       | B     | Pablo Torrijos     | Espanha       | 16.38 | 16.66 |       | 16.66      | Q               |
| 6       | A     | Aleksey Fyodorov   | Rússia        | 16.11 | 16.19 | 16.65 | 16.65      | Q               |
| 7       | A     | Fabrizio Donato    | Itália        | x     | 16.64 | –     | 16.64      | q               |
| 8       | B     | Rumen Dimitrov     | Bulgária      | 16.27 | 16.62 | r     | 16.62      | q               |
| 9       | A     | Marian Oprea       | Roménia       | 16.57 | –     | –     | 16.57      | q               |
| 10      | B     | Dzmitry Platnitski | Bielorrússia  | x     | 16.01 | 16.54 | 16.54      | q               |
| 11      | A     | Dimitrios Tsiamis  | Grécia        | 16.05 | 16.53 | x     | 16.53      | q               |
| 12      | B     | Fabrizio Schembri  | Itália        | 16.52 | 16.31 | 16.47 | 16.52      | q               |
| 13      | A     | Julian Reid        | Grã-Bretanha  | 16.52 | 16.13 | 16.32 | 16.52      |                 |
| 14      | A     | Georgi Tsonov      | Bulgária      | 15.74 | x     | 16.35 | 16.35      | Recorde pessoal |
| 15      | B     | Zlatozar Atanasov  | Bulgária      | 15.86 | 16.30 | 16.32 | 16.32      |                 |
| 16      | A     | Vladimir Letnicov  | Moldávia      | x     | 16.28 | x     | 16.28      |                 |
| 17      | A     | Jorge Gimeno       | Espanha       | 15.65 | x     | 15.98 | 15.98      |                 |
| 18      | A     | Alexander Hochuli  | Suíça         | x     | x     | 15.95 | 15.95      |                 |
| 19      | B     | Viktor Kuznyetsov  | Ucrânia       | 15.87 | 15.94 | x     | 15.94      |                 |
| 20      | A     | Aliaksei Tsapik    | Bielorrússia  | 15.92 | 15.84 | 15.61 | 15.92      |                 |
| 21      | B     | Aleksi Tammentie   | Finlândia     | x     | x     | 15.83 | 15.83      |                 |
| 22      | A     | Darius Aučyna      | Lituânia      |       |       |       | DNS        |                 |
| 22      | B     | Daniele Greco      | Itália        |       |       |       | DNS        |                 |

### Final
| Posição           | Atleta             | Nacionalidade | #1    | #2    | #3    | #4    | #5    | #6    | Resultados | Notas                |
| ----------------- | ------------------ | ------------- | ----- | ----- | ----- | ----- | ----- | ----- | ---------- | -------------------- |
| Medalha de ouro   | Benjamin Compaoré  | França        | 17.46 | 17.18 | x     | –     | x     | –     | 17.46      | EL                   |
| Medalha de prata  | Lyukman Adams      | Rússia        | 17.09 | 16.85 | 16.74 | x     | x     | 17.06 | 17.09      |                      |
| Medalha de bronze | Aleksey Fyodorov   | Rússia        | 17.04 | 16.69 | x     | 16.37 | 16.70 | 16.76 | 17.04      |                      |
| 4                 | Yoann Rapinier     | França        | x     | 16.84 | 16.64 | x     | 16.83 | 17.01 | 17.01      |                      |
| 5                 | Marian Oprea       | Roménia       | 16.94 | x     | x     | 16.52 | –     | 16.71 | 16.94      | Recorde da temporada |
| 6                 | Nelson Évora       | Portugal      | 16.63 | 16.78 | 16.67 | x     | 16.55 | 16.67 | 16.78      |                      |
| 7                 | Fabrizio Donato    | Itália        | 16.53 | 16.66 | x     | x     | –     | x     | 16.66      |                      |
| 8                 | Pablo Torrijos     | Espanha       | 16.19 | 14.46 | 16.56 | x     | x     | 16.56 | 16.56      |                      |
| 9                 | Rumen Dimitrov     | Bulgária      | 16.33 | 16.15 | 16.43 |       |       |       | 16.43      |                      |
| 10                | Dimitrios Tsiamis  | Grécia        | 16.23 | 16.39 | 16.07 |       |       |       | 16.39      |                      |
| 11                | Dzmitry Platnitski | Bielorrússia  | x     | 16.09 | 16.25 |       |       |       | 16.25      |                      |
| 12                | Fabrizio Schembri  | Itália        | 15.10 | 16.02 | x     |       |       |       | 16.02      |                      |

Legenda
| Recorde mundial       | Recorde mundial (World record)               |                       | Recorde africano                      | Recorde africano (African) |                                           | Q | Classificado por posição (Qualified) |
| Recorde do campeonato | Recorde do campeonato (Championship record)  | Recorde da América    | Recorde da América (Americas)         | q                          | Classificado por melhor tempo (Qualified) |   |                                      |
| Melhor marca do ano   | Melhor marca do ano (World leading)          | Recorde asiático      | Recorde asiático (Asian)              | DNS                        | Não largou (Did not start)                |   |                                      |
| Recorde nacional      | Recorde nacional (National record)           | Recorde europeu       | Recorde europeu (European)            | DNF                        | Não terminou (Did not finish)             |   |                                      |
| Recorde pessoal       | Recorde pessoal do atleta (Personal best)    | Recorde da Oceania    | Recorde da Oceania (Oceania)          | DSQ / DQ                   | Desclassificado (Disqualified)            |   |                                      |
| Recorde da temporada  | Recorde da temporada do atleta (Season best) | Recorde sul-americano | Recorde sul-americano (South America) | NM                         | Sem marca (No mark)                       |   |                                      |